# Congresso nazionale (Palau)
Il Congresso nazionale di Palau (in inglese National Congress of Palau; in palauano Olbiil era Kelulau) è il parlamento bicameralismo della Repubblica di Palau.

## Composizione
Esso è composto da 29 membri complessivi (16 alla Camera dei Delegati e 13 al Senato, aventi mandato quadriennale. Essi rappresentano il popolo e compongono il potere legislativo del paese, esercitato appunto dall’Assemblea.